# California Love
California Love (englisch etwa für Kalifornien-Liebe) ist ein Lied des US-amerikanischen Rappers Tupac Shakur, das er zusammen mit dem Rapper Dr. Dre und dem Sänger Roger Troutman aufnahm. Der Song ist die erste Singleauskopplung seines vierten Studioalbums All Eyez on Me und wurde am 28. Dezember 1995 veröffentlicht. Es erschien auch eine Remixversion des Liedes mit anderer Musik, die wie das Original von Dr. Dre produziert wurde.

## Inhalt
| Liedteil   | Künstler                 |
| Refrain    | Roger Troutman           |
| 1. Strophe | Dr. Dre                  |
| 2. Strophe | Tupac Shakur             |
| Outro      | Tupac Shakur und Dr. Dre |

In California Love glorifizieren Tupac Shakur und Dr. Dre den ausschweifenden kalifornischen Lebensstil, dem sie in ihrer Stadt Los Angeles nachgehen. Dabei rappen sie vorrangig über Partys, schnellverdientes Geld, Reichtum, Frauen, Drogenhandel, Waffen und Gangkriminalität. Tupac erwähnt zudem seinen vergangenen Gefängnisaufenthalt, aus dem er dank einer Kaution seines Labels Death Row Records vorzeitig entlassen wurde. Am Ende des Songs zählen sie weitere Städte in Kalifornien auf.

“California knows how to party

In the city of L.A.

In the city of good ol’ Watts

In the city, the city of Compton

We keep it rockin’, we keep it rockin’”

## Produktion
Der Song wurde von Dr. Dre produziert. Dabei verwendete er Samples der bereits bestehenden Lieder Dancefloor von Zapp von 1982, Woman to Woman von Joe Cocker von 1972 und West Coast Poplock von Ronnie Hudson von 1982. Somit sind als Autoren neben Tupac Shakur, Dr. Dre und Roger Troutman auch Larry Troutman, Joe Cocker und Christopher Stainton angegeben. Suge Knight, Chef von Death Row Records, fungierte als Executive Producer.
Dr. Dre produzierte ebenfalls den Remix zu California Love, wobei er ein Sample des Stücks Intimate Connection der Funkband Kleeer verwendete.

## Musikvideos
Zu California Love wurden zwei verschiedene Musikvideos aufgenommen. Bei der Originalversion führte Hype Williams Regie, während das Video zur Remixversion von J. Kevin Swain gedreht wurde. Das meistgeklickte Video zur Originalversion auf YouTube verzeichnet über 340 Millionen Aufrufe (Stand Dezember 2020).
Das erste Video und die Kostüme sind von dem Film Mad Max – Jenseits der Donnerkuppel inspiriert. Es spielt in einer kalifornischen Wüste im Jahr 2095, wo Tupac und Dr. Dre einige Frauen, die von einem anderen Stamm gefangen genommen wurden, befreien. Anschließend veranstalten sie mit ihrem Stamm ein Fest, bei dem sie das Lied auf einer Empore rappen. Am Tag nach der Feier müssen sie fliehen, da sie von dem anderen Stamm, der mit Geländewagen durch die Wüste fährt, angegriffen werden. Das Video endet mit einem Cliffhanger, bei dem Tupac erschrocken aus dem Schlaf erwacht. Neben den Protagonisten sind auch George Clinton, Chris Tucker und Tony Cox im Clip zu sehen. Bei den MTV Video Music Awards 1996 war das Video in der Kategorie Best Rap Video nominiert, unterlag jedoch dem Video zum Song Gangsta’s Paradise von Coolio.
Das Video zur Remixversion setzt die Story des ersten Videos fort: Tupac liegt im Bett neben einer Frau und erwacht aus seinem Albtraum von dem Angriff in der Wüste. Er ruft Dr. Dre an, der ihn zu einer Hausparty einlädt. Sie fahren mit einer Autokarawane durch die Stadt und nehmen zahlreiche Frauen mit zur Feier, auf der sie den Song rappen und tanzen. An der Party nehmen viele weitere Musiker und Prominente teil, wie Roger Troutman am Klavier, DJ Quik, Big Syke, Deion Sanders, Danny Boy, Jodeci, B-Legit und E-40.

## Single

### Covergestaltung
Das Singlecover ist schlicht gehalten und zeigt die Schriftzüge 2Pac, california love und featuring dr dre in Weiß bzw. Rot oder Orange auf schwarzem Hintergrund.

### Titellisten
Version 1
1. California Love (Long Radio Edit) – 4:45
2. California Love (LP Instrumental) – 4:17
3. California Love (Long Remix Edit) – 4:46
4. California Love (Remix Instrumental) – 4:11

Version 2
1. California Love (Short Radio Edit) – 4:00
2. California Love (Short Remix Edit) – 4:03
3. California Love (LP Instrumental) – 4:17
4. California Love (Remix Instrumental) – 4:11

### Chartplatzierungen
California Love stieg am 1. April 1996 auf Platz 58 in die deutschen Charts ein und erreichte sechs Wochen später mit Rang sieben die höchste Platzierung. Insgesamt konnte sich die Single 20 Wochen in den Top 100 halten, davon vier Wochen in den Top 10. In den deutschen Jahrescharts 1996 belegte die Single Platz 50. Besonders erfolgreich war das Lied in den Vereinigten Staaten, wo es als Doppel-A-Single, zusammen mit dem Song How Do U Want It, die Chartspitze erreichte. Ebenfalls Platz eins belegte California Love in Schweden, Italien und Neuseeland, während es unter anderem in Australien, Norwegen, dem Vereinigten Königreich, der Schweiz, den Niederlanden und in Österreich die Top 10 erreichte.
| ChartsChartplatzierungen       | Höchstplatzierung | Wochen |
| ------------------------------ | ----------------- | ------ |
| Deutschland (GfK)              | 7 (20 Wo.)        | 20     |
| Österreich (Ö3)                | 9 (12 Wo.)        | 12     |
| Schweiz (IFPI)                 | 7 (19 Wo.)        | 19     |
| Vereinigte Staaten (Billboard) | 1 (24 Wo.)        | 24     |
| Vereinigtes Königreich (OCC)   | 6 (9 Wo.)         | 9      |

| ChartsJahrescharts (1996)      | Platzierung |
| ------------------------------ | ----------- |
| Deutschland (GfK)              | 50          |
| Schweiz (IFPI)                 | 27          |
| Vereinigte Staaten (Billboard) | 17          |
| Vereinigtes Königreich (OCC)   | 98          |

### Auszeichnungen für Musikverkäufe
California Love wurde noch im Jahr 1996 für mehr als zwei Millionen Verkäufe in den Vereinigten Staaten mit einer doppelten Platin-Schallplatte ausgezeichnet. Im Vereinigten Königreich erhielt der Song 2022 für über 600.000 verkaufte Einheiten eine Platin-Schallplatte. 2023 wurde er zudem in Deutschland für mehr als 300.000 Verkäufe mit einer Goldenen Schallplatte ausgezeichnet. Mit weltweit über drei Millionen zertifizierten Verkäufen ist es eine der erfolgreichsten Singles von Tupac Shakur.

| Land/Region                  | Auszeichnungen für Musikverkäufe (Land/Region, Auszeichnung, Verkäufe) | Verkäufe  |
| ---------------------------- | ---------------------------------------------------------------------- | --------- |
| Australien (ARIA)            | Gold                                                                   | 35.000    |
| Dänemark (IFPI)              | Gold                                                                   | 45.000    |
| Deutschland (BVMI)           | Gold                                                                   | 300.000   |
| Italien (FIMI)               | Gold                                                                   | 50.000    |
| Kanada (MC)                  | Gold                                                                   | 20.000    |
| Neuseeland (RMNZ)            | 5× Platin                                                              | 150.000   |
| Norwegen (IFPI)              | Gold                                                                   | 10.000    |
| Vereinigte Staaten (RIAA)    | 2× Platin                                                              | 2.000.000 |
| Vereinigtes Königreich (BPI) | Platin                                                                 | 600.000   |
| Insgesamt                    | 6× Gold · 8× Platin ·                                                  | 3.210.000 |

Hauptartikel: Tupac Shakur/Auszeichnungen für Musikverkäufe
Bei den Grammy Awards 1997 wurde California Love in der Kategorie Best Rap Performance by a Duo or Group nominiert, unterlag jedoch Tha Crossroads von Bone Thugs-N-Harmony. Das Musikmagazin Rolling Stone setzte California Love im Jahr 2010 auf Platz 355 seiner „Liste der 500 besten Songs aller Zeiten“.